# Khagendra Thapa Magar
Khagendra Thapa Magar (født 14. oktober 1992, død 17. januar 2020), søn af Rup Bahadur og Dhana Maya Thapa Magar, var med sin højde på 67,08 cm i en periode den korteste mand i verdenen.
Magar var tidligere den korteste teenager i verdenen, og overtog titlen som korteste mand fra Edward Niño Hernández, da han fyldte 18 den 14. oktober 2010. Han mistede titlen 12. juni 2011 til Junrey Balawing fra Filippinerne, men var stadig verdens mindste mobile mand.
Magar boede i Baglung District i Nepal og blev kaldt "lille Buddha" af landsbybeboerne. Han vejede 600 gram ved fødslen og vejede 5,5 kg som voksen.
I maj 2008 blev der på den britiske kanal Channel 4 vist en dokumentarfilm kaldet "Verdens mindste mand og mig" af Mark Dolan som Magar var med i.
Efter Magars død blev Edward Hernández igen verdens mindste mobile mand på 70,21 cm.